# معادله پارامتری
در ریاضیات، معادله پارامتری روشی است برای نشان دادن منحنی‌ها به کمک پارامتر. نمونه ساده آن سهمی (2y=x) می‌باشد.

## نگارخانه

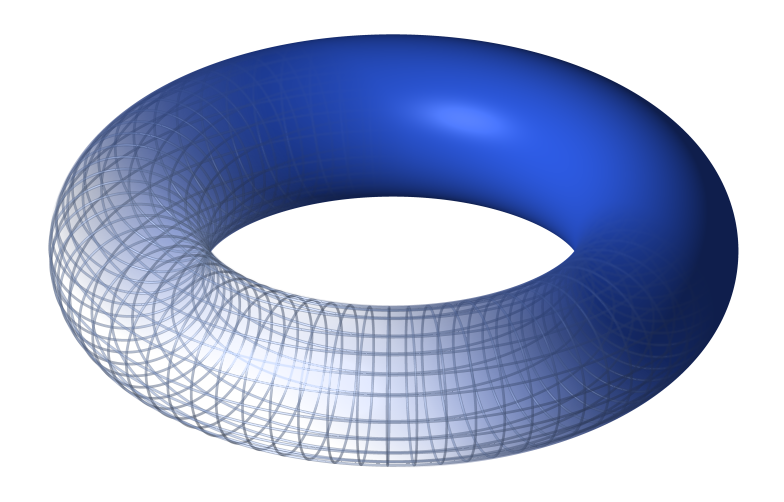

## نمونه‌ها
- سهمی : {\displaystyle y=x^{2}\,}
- توابع مثلثاتی : {\displaystyle y=a\sin(t)\,}
- تابع مارپیچ: (هلیکس) {\displaystyle r(t)=(x(t),y(t),z(t))=(a\cos(t),a\sin(t),bt)\,}